# Viktoriya Styopina
Viktoriya Styopina (Ucrania, 21 de febrero de 1976) es una atleta ucraniana, especializada en la prueba de salto de altura en la que llegó a ser medallista de bronce olímpica en 2004.

## Carrera deportiva
En los JJ. OO. de Atenas 2004 ganó la medalla de bronce en el salto de altura, con un salto de 2.02 metros, quedando en el podio tras la rusa Yelena Slesarenko que con 2.06 metros batió el récord olímpico, y la sudarricana Hestrie Cloete (plata también con 2.02 m pero en menos intentos).